# 康斯坦丁·瓦西里耶维奇 (苏兹达尔)
康斯坦丁·瓦西里耶维奇（俄语：Константин Васильевич，1295/1303 — 1355）是苏兹达尔公國君主（1332—1341）以及下诺夫哥罗德-苏兹达尔大公国的大公（1341—1355）。他是瓦西里·米哈伊洛维奇的儿子，米哈伊尔·安德烈耶维奇的孙子。